# Musca cassara
Musca cassara är en tvåvingeart som beskrevs av Adrian C. Pont 1973. Musca cassara ingår i släktet Musca och familjen husflugor. Inga underarter finns listade i Catalogue of Life.